# Zdravko Radić
Zdravko Radić (Kotor, 1979. június 24. –) világbajnok (2005) és Európa-bajnok (2008) montenegrói vízilabdázó, kapus, a Lazio játékosa.